# 31363 Shulga
31363 Shulga este un asteroid din centura principală de asteroizi.

## Descriere
31363 Shulga este un asteroid din centura principală de asteroizi. A fost descoperit pe 14 noiembrie 1998 la Stația Anderson Mesa în cadrul programului LONEOS. Asteroidul prezintă o orbită caracterizată de o semiaxă mare de 2,35 ua, o excentricitate de 0,17 și o înclinație de 3,2° în raport cu ecliptica.